# Fu, Mora kommun

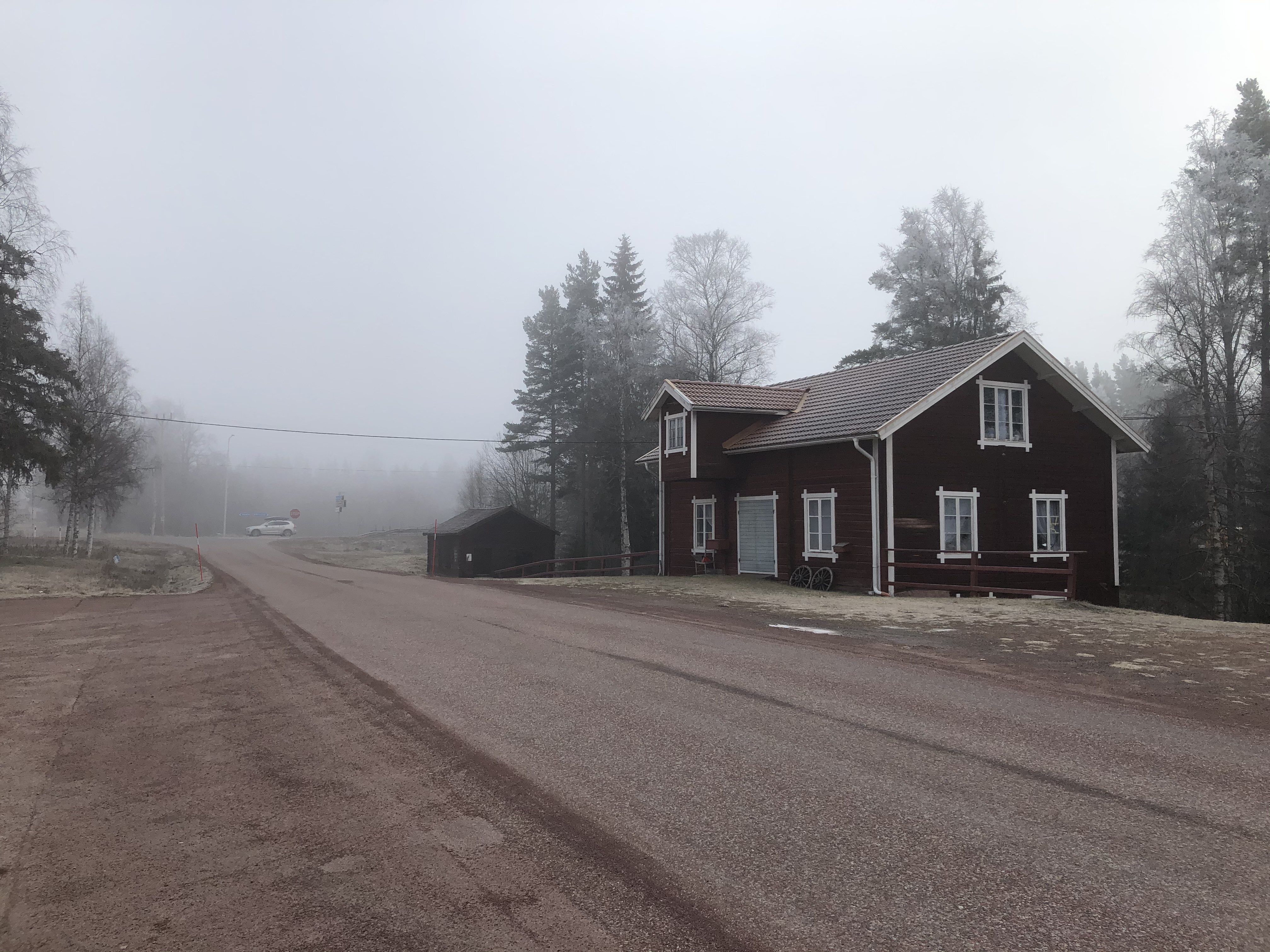
Gata i Fu

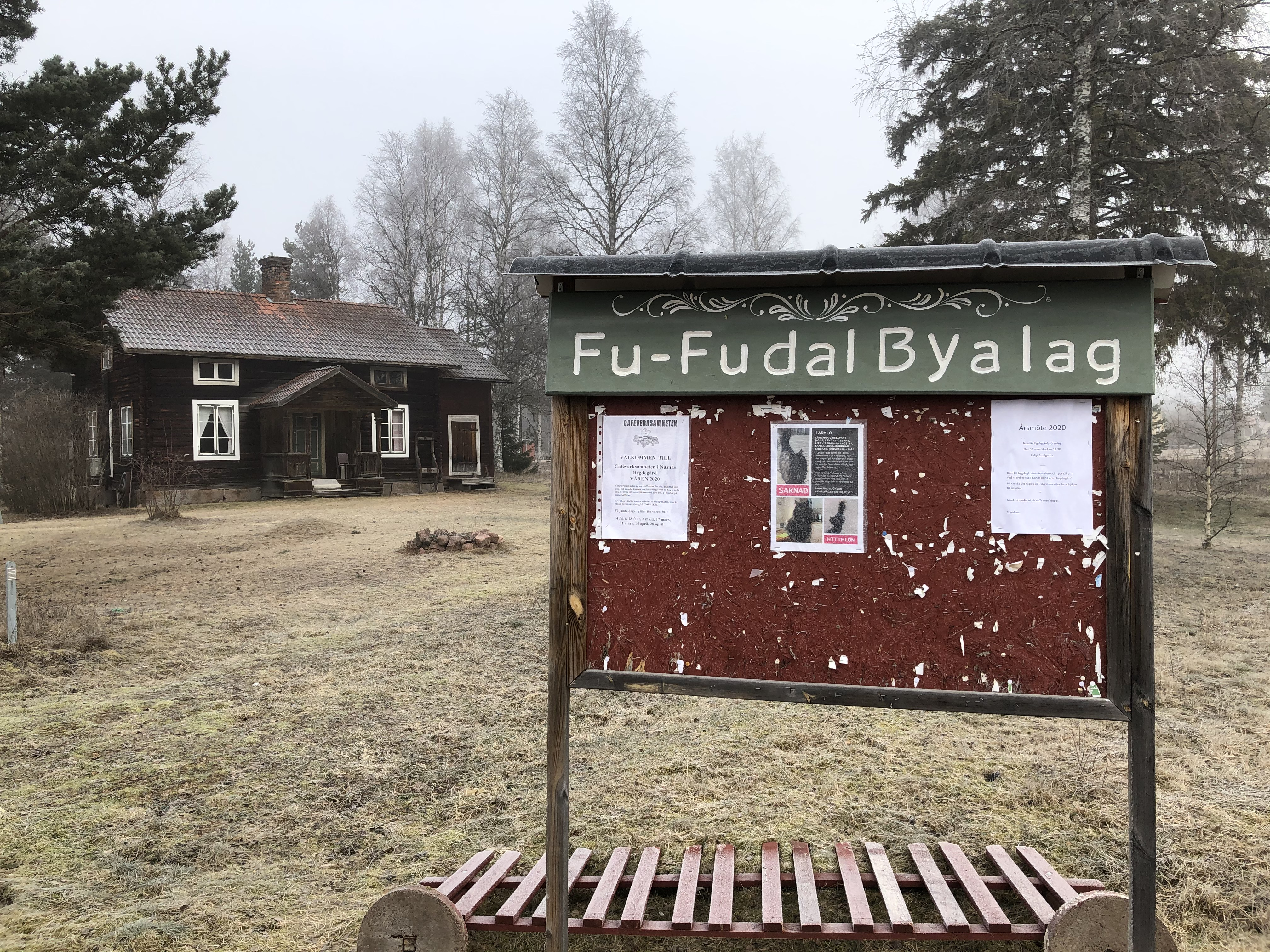
Anslagstavla i Fu

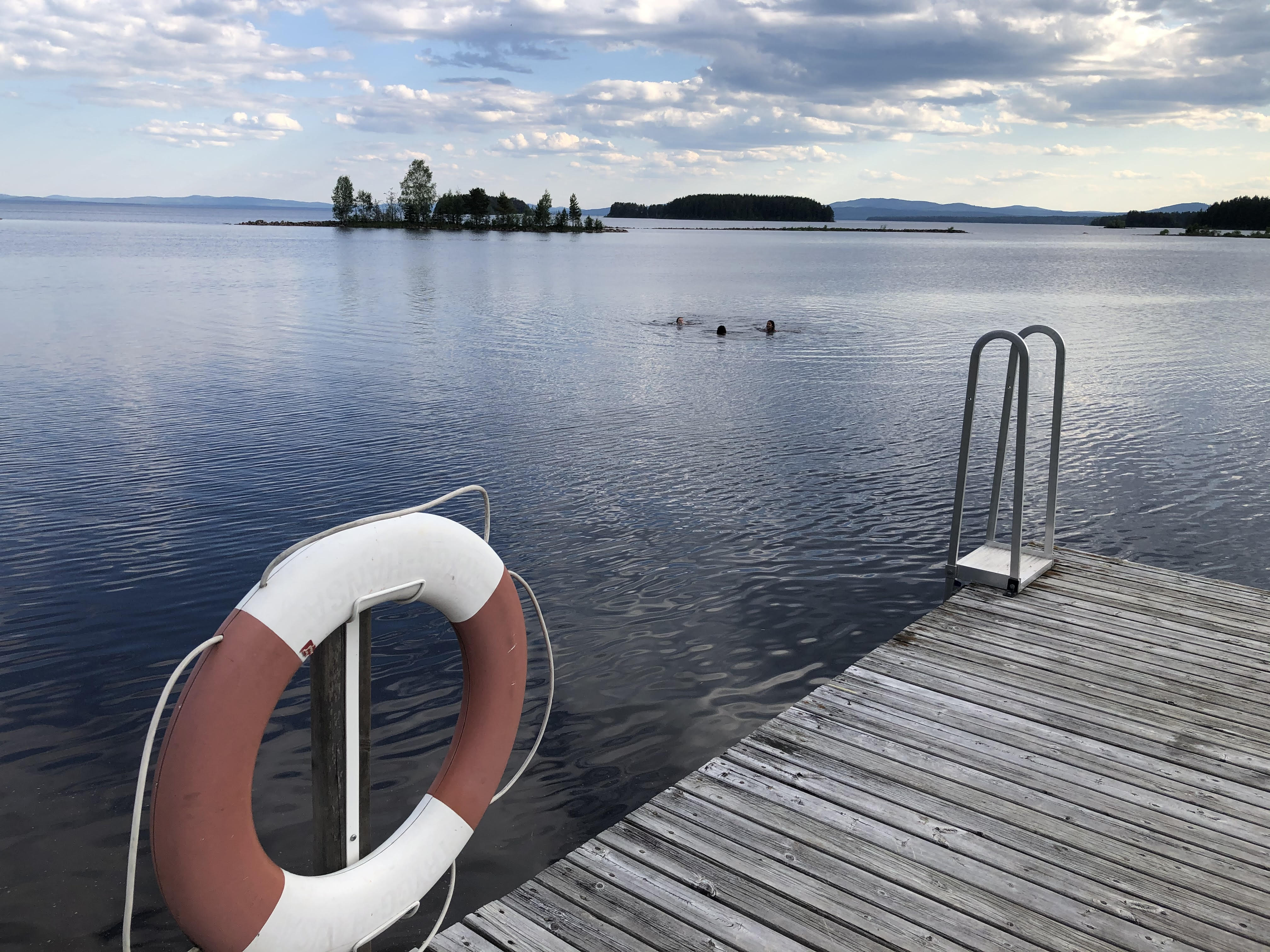
Bryggan i Fu under sommaren.

Fu är en liten by i Mora kommun och Mora socken, Dalarnas län. I Fu och angränsande Fudal bor cirka 50 personer. Byn ligger vid riksväg 70, omkring en mil sydöst om Mora.
Dalabanan passerar mellan Fu och Fudal. Förr fanns här också ett järnvägsstopp. Det öppnades 2 augusti 1891 och stängdes i maj 1965.
Söder om Fu rinner Fuån, som har sina källor i Orsa kommun, ut i Siljan. 

## Fu korgfabrik
Från år 1897 fram till cirka 1960 fanns en korgfabrik i Fu, grundad av Barbro Anders Andersson (1844-1913). Den första hyveln till fabriken ska ha tillverkats i trä. Under 30- och 40-talen ökade produktionen kraftigt, då flera delar av fabriken elektrifierades.  

## Historia
Det är osäkert vilket år byn grundades, men det finns skrönor om rövare i Fu på 1150-talet. Runt sekelskiftet ska rester av 11 stycken kroppar hittats ute på holmen Tjuvholmen i Siljan. Enligt sägnen ska dessa ha stenats till döds, och den tolfte ska ha släppts för att sprida ordet om steningen till andra rövare, så att de skulle hålla sig borta från trakten. Detta finns det dock inga trovärdiga bevis för.